# Archives de l'État à Liège
 (juillet 2021).
Si vous disposez d'ouvrages ou d'articles de référence ou si vous connaissez des sites web de qualité traitant du thème abordé ici, merci de compléter l'article en donnant les références utiles à sa vérifiabilité et en les liant à la section « Notes et références ».

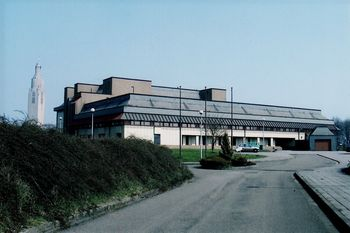
Bâtiment des Archives de l'État à Liège, rue du Chéra.

Les Archives de l’État à Liège sont l’une des vingt implantations des Archives de l'État en Belgique. Ce dépôt se trouve rue du Chéra à Liège dans le quartier de Cointe à proximité de la gare de Liège-Guillemins. 

## Description
Les Archives de l’État à Liège conservent les archives des institutions ou collectivités, familles ou personnes physiques dont le siège ou le domicile est ou était fixé sur le territoire de la province de Liège, à l’exception de l’arrondissement d’Eupen, dont les archives sont conservées au dépôt des Archives de l'État à Eupen. Les documents conservés précédemment aux Archives de l’État à Huy ont été transférés à Liège en 2007, à la suite de la fermeture de ce dépôt. Le document le plus ancien date de l'an 862.
Le public peut consulter aux Archives de l'État à Liège :
- Les archives des institutions publiques des principautés d’Ancien Régime (avant l’annexion française de 1795): Institutions de la principauté épiscopale de Liège (Conseil privé, États du pays de Liège et comté de Looz, Tribunal des XXII, Conseil ordinaire), de la Principauté abbatiale de Stavelot-Malmedy et du duché de Limbourg.

- Les archives des institutions publiques locales d’Ancien Régime (avant l’annexion française de 1795) : Échevinages, cours scabinales ou cours de justice, seigneuries, communautés, cours féodales, censales et allodiales.

- Les archives des institutions publiques de l’époque contemporaine (depuis 1795) :
  - cours et tribunaux (Tribunal criminel du département de l’Ourthe, Cour d’appel de Liège, Cour d’assises, Tribunaux correctionnels, Tribunaux de première instance, Justices de paix, Conseil de guerre, Tribunaux du commerce, etc.).
  - services extérieurs des administrations de l’État (Cadastre, Enregistrement, Hypothèques, Travaux publics, Mines, Eaux et forêts, prisons, etc.).
  - archives du département de l’Ourthe, et des administrations provisoires du pays de Liège, du Limbourg et du pays de Franchimont, Stavelot et Logne (1792-1795).
  - Les archives de l’administration provinciale sous le régime prussien (1814-1815) et à l'époque du royaume uni des Pays-Bas, (1815-1830).
  - Les archives de la Province de Liège (depuis 1830). Une part importante des archives de la Province de Liège sont cependant encore conservées par celle-ci.
  - Les archives des communes et des CPAS. Le dépôt des archives communales étant facultatif, de nombreuses communes conservent cependant elles-mêmes leurs archives. Les Archives de la Ville de Liège conservent ainsi la majeure partie des documents produits par l’Administration communale depuis 1794.

- Les archives notariales : minutes originales des actes notariés.

- Les archives des institutions ecclésiastiques de l’Ancien Régime et de l’époque contemporaine : Cathédrale Saint-Lambert, collégiales, clergé régulier (abbayes et couvents), hôpitaux, béguinages, bienfaisance, diocèse et cures.

- Les archives privées (familles, hommes d’État, savants, artistes, associations) : archives du château de Modave, des comtes de Mercy-Argenteau, du comte Pierre Clerdent, de l’Institut archéologique liégeois, de la Société littéraire de Liège, etc.

- Les archives d’entreprises : Cockerill, Fabrique Nationale, Charbonnages de l’Espérance et Bonne-Fortune à Montegnée, Banque Sauvage-Vercour, entreprise textile Jean-Nicolas David, etc.

- De nombreuses sources généalogiques: collections de documents généalogiques (Lefort, Abry, Danet), registres paroissiaux de l’Ancien Régime, État civil de l’époque contemporaine sous la forme de microfilms et sous forme numérique.

- Diverses collections de cartes et plans, placards (affiches), journaux, sceaux.

- Les Archives de l’État à Liège possèdent, par ailleurs, une bibliothèque de près de 15 000 volumes. Cette bibliothèque est particulièrement riche en ce qui concerne l’histoire de Liège et de sa province. Elle contient également une vaste collection de publications officielles (Bulletin des lois, Moniteur belge, Mémorial provincial, Almanach du département de l’Ourthe puis de la province de Liège).

## Salle de lecture numérique
Depuis août 2009, les registres paroissiaux et registres d’état civil de tout le pays ont été progressivement numérisés et mis à disposition du public dans les 19 salles de lecture des Archives de l’État, dont celle de Liège. 
Depuis janvier 2013,  plus de 27 000 registres paroissiaux et un nombre sans cesse croissant de registres d’état civil de moins de 100 ans sont également disponibles gratuitement sur le site internet des Archives de l’État.
D’autres types de documents sont, par ailleurs, consultables depuis la salle de lecture numérique ou le site internet des Archives de l’État : plus de 6 000 photos de la Première Guerre mondiale, des milliers de cartes et plans, les procès-verbaux du Conseil des Ministres (1918-1979), l'annuaire statistique de la Belgique (et du Congo belge) depuis 1870, 38 000 moulages de sceaux, etc.

## Historique
La formation à Liège d'un dépôt d'archives nationales suit immédiatement l'occupation de la Belgique par la République française. En septembre 1794, Pierre-Joseph Henkart est nommé archiviste de l’Administration centrale provisoire du pays de Liège. En 1796, les Archives de Liège sont définitivement établies, en application du décret du 5 brumaire de l'an V (26 octobre 1796). Le service est installé dans l'actuel palais de Justice. En 1916, lors de la Première Guerre mondiale, l'armée allemande occupe le palais de Justice, en expulse le personnel des Archives et commet quelques déprédations dans les collections. Face à l'insuffisance de locaux, les Archives de l'État s'installent ensuite à la gare de Jonfosse.
Le 24 décembre 1944, l'aviation allemande bombarde le réseau ferroviaire liégeois avec des Arado Ar 234 à réaction et touche le dépôt des Archives de l'État. De nombreuses archives sont endommagées ou détruites. En 1988 et 1989, face aux exigences de l'archivistique moderne et à l'accroissement des collections, les Archives de l'État déménagent sur les hauteurs de Cointe.

## Liste des conservateurs
- 1906-1924 : Léon Lahaye
- 1924- : Émile Fairon